# حامل القوة

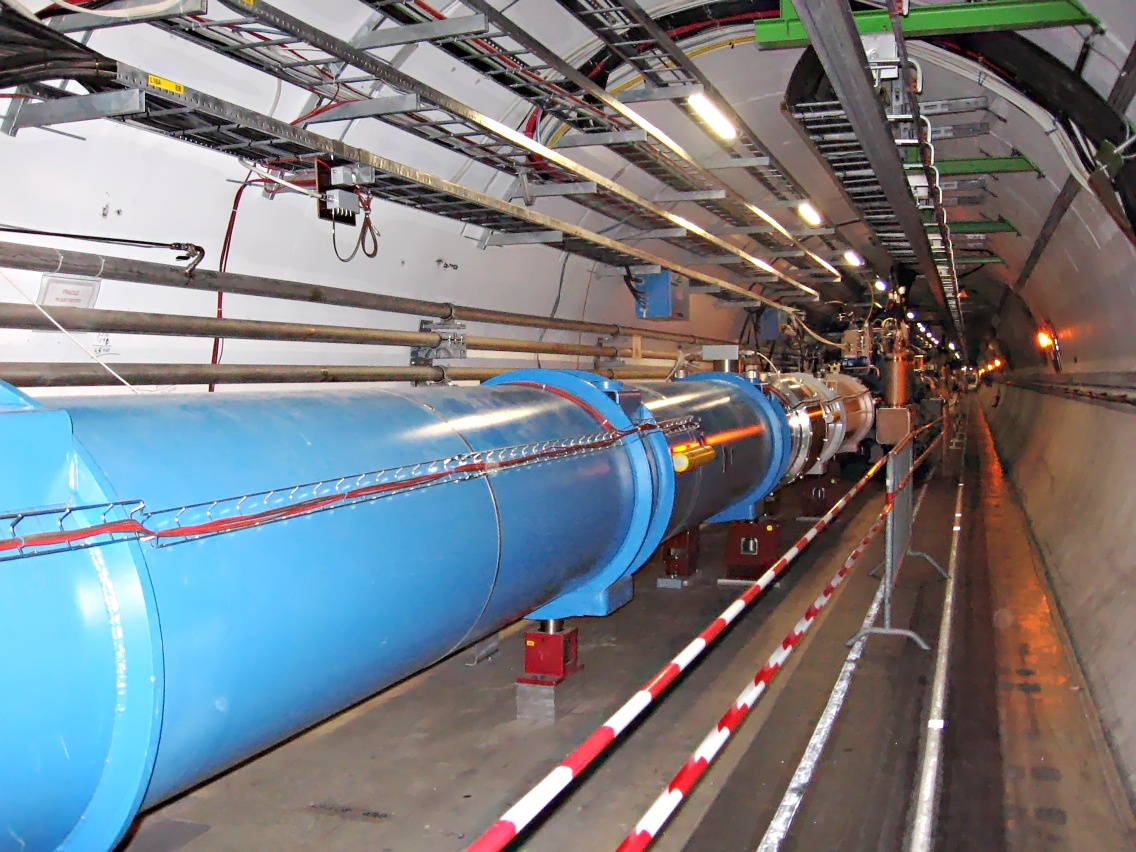

في فيزياء الجسيمات حوامل القوة هي مصطلح وارد في نظرية النموذج القياسي تصف ثلاثا من القوى الأساسية الأربع ( القوة الكهرومغناطيسية و القوة النووية الضعيفة والقوة النووية القوية ) ، و تملك كل قوة من القوى الثلاث جسيمات تتولَّى عملية حمل تأثيرها و نقله و هذه الحوامل هي :
- الفوتون الذي يحمل التأثير الكهرومغناطيسي.
- قلوون أو غلوون الحامل للتأثيرات القوية
- بوزونات دبليو و زد التي تحمل التأثيرات الضعيفة .

وهناك جسيم رابع افتراضي يسمى الغرافيتون الذي يحمل تأثير الجاذبية و يجدر الذكر أن الجسيمات الثلاث الأولى مكتشفة وثبت وجودها وتم حساب كتلتها.